# Enrico Menestò
Enrico Menestò (Todi, 11 febbraio 1946) è uno storico italiano.

## Biografia
Docente di materie medievistiche presso le Università di Siena, Bologna e Perugia, è stato prima direttore poi presidente della Fondazione Centro italiano di studi sull'alto medioevo di Spoleto. Socio dell'Accademia delle Scienze di Bologna e dell'Accademia Nazionale dei Lincei, dirige dal 2003 la rivista "Studi medievali". Storico, codicologo e filologo, ha curato edizioni critiche quali Le vite antiche di Iacopone da Todi, la Storia dei mongoli di Giovanni da Pian del Carpine, il Processo di canonizzazione di Chiara da Montefalco, il Memoriale di Angela da Foligno, il Tractatus utilissimus e i Verba di Jacopone da Todi e La Vita di santa Chiara da Montefalco di Berengario di Saint-Affrique.